# 嘉峪关站
嘉峪关站位于中华人民共和国甘肃省嘉峪关市前进街，于1956年启用，有兰新铁路和嘉镜铁路经过，并通过酒钢环线连接嘉策铁路。是中国铁路兰州局集团管辖的客货运一等区段站，主要承担兰新线货物列车、小运转列车的到发、解体、编组作业，车辆段的取送车作业；部分旅客列车的始发、终到及通过作业以及各类货物的发到业务。
车站于1956年建成启用，當時被稱為北大河站，1961年6月更名嘉峪关站。1979年6月，核定为二等站，担负列车编组、解体任务；1982年1月定为辅助编组站。1989年车站新建站房，并对车站编组场进行改造。1993年6月3日嘉峪关站由二等站升为一等站。新站房则于1994年投入使用。在兰新复线和武嘉电气化工程中，铁路部门又对车站设施进行小规模改造:270。

## 车站设施
嘉峪关站为横列式一级三场站型。其中上行到发场有到发线11条，设旅客地道1座，站台2座，站场北侧设有旅客站房，南咽喉东侧为铁路货场，设有3条货物装卸线；调车场有调车线13条、驼峰1座；下行到发场有到发线8条。车站乌鲁木齐端设有机务段，下行到发场南侧设有车辆段。
车站旅客站房于1994年建成投用，总建筑面积为3670平方米，由兰州铁路局、嘉峪关市政府和酒泉钢铁公司共同出资修建。1998年又在站前广场设置“嘉峪关城楼”微缩景观:270。
- 进出站地道
- 车站1站台
- 车站编组场